# Kundalagura, Hiriyur
Kundalagura là một làng thuộc tehsil Hiriyur, huyện Chitradurga, bang Karnataka, Ấn Độ.